# Aloys Geefs
Aloijs Pierre Joseph (Aloys) Geefs (Antwerpen, 25 januari 1817 – Auteuil, 1 september 1841) was een Belgisch beeldhouwer en kunstschilder.

## Leven en werk
Aloys Geefs, lid van de kunstenaarsfamilie Geefs, was een zoon van bakker Joannes Geefs (1779-1848) en Joanna Theresia Verbruggen (1775-1822). Hij kreeg les van zijn oudere broer Willem, die een beeldhouwatelier in Schaarbeek had, en studeerde aan de Academie van Antwerpen en de Academie van Brussel (1834-1838). Hij won aan beide academies een 1e medaille voor beeldhouwkunst, hij was 12 toen hij de eerste ontving. In 1837 ontving hij een 1e medaille voor zijn beeld van de stervende Epaminondas. Een jaar later dong hij mee naar de Prix de Rome, hij werd tweede, de prijs ging naar zijn broer Jozef. Geefs trok naar Parijs, waar hij studeerde aan de Académie des beaux-arts en in 1839 drie medailles ontving.
Op doek legde Geefs vooral historische taferelen vast. Als beeldhouwer maakte hij onder meer bustes, bas-reliëfs, figuren en portretten. Hij werkte daarin ook samen met zijn broer Willem. 
Aloys Geefs overleed op 24-jarige leeftijd, hij werd begraven op de cimetière du Père-Lachaise.

## Enkele werken
- 1837: Epaminondas mourans, standbeeld van de stervende Epaminondas.
- 1838: Belgique rececant des mains du Génie de l’industrie le plan général du chemin de fer, bas-reliëf
- 1839: buste van Beatrice
- 1840-1841: bas-reliëfs voor het standbeeld van Peter Paul Rubens aan de Groenplaats in Antwerpen. Het standbeeld van broer Willem Geefs werd in 1843 geplaatst. Het ontwerp voor een sokkel met bronzen personificaties van Schilderkunst, Beeldhouwkunst, Graveerkunst en Architectuur, het wapenschild van Rubens en een fries van lauwerkransen is niet uitgevoerd.[6]
- marmeren beeld van het kind Jezus dat de wereld zegent

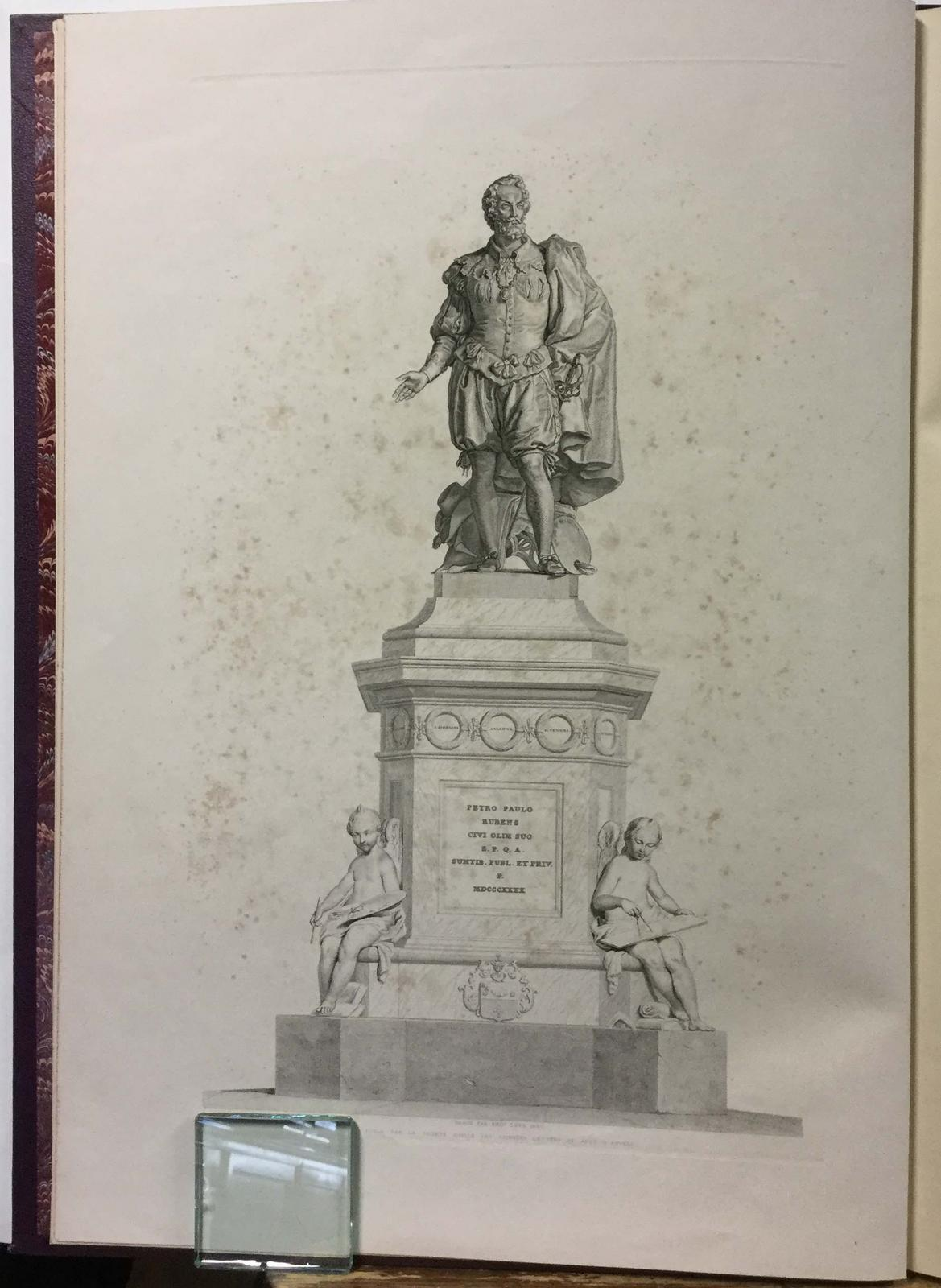
Ontwerptekening standbeeld van Rubens

- RKD-Nederlands Instituut voor Kunstgeschiedenis: 30575